# Coral (color)
Coral (del latín corallium o corallum, y este del griego korál, ‘coral’) es un color rojo, claro o vivo, que se basa en la coloración del esqueleto del coral rojo (Corallium rubrum).
Las denominaciones rojo coral  y  naranja coral pueden denotar coloraciones rojizas o rosadas respectivamente, o pueden ser también sinónimos del color coral dependiendo de su uso. Coral es pues el nombre del género cromatológico que incluye a las coloraciones «coral», «rojo coral», «blanco coral» y «rosa coral».
Este color está comprendido en los acervos iconolingüísticos tradicionales de las culturas de la región costera del Mediterráneo, del Mar Rojo y del este y sudeste de Asia, donde desde antiguo se obtienen y trabajan artísticamente distintos corales rojos.

## Otros ejemplos
En idioma inglés, la denominación de color coral (coral) comprende las coloraciones roja moderadamente saturada, rosa profunda, rosa fuerte y naranja rojiza moderadamente saturada.
De las siguientes muestras, la primera corresponde a la muestra para coral o rojo coral en el Diccionario Akal del Color (Gallego & Sanz), la segunda se ha relacionado con muestras en inglés como el color coral (sistema Plochere, 1948), rojo coral (Maerz & Paul 1930) y rosa coral (Taylor et al 1950); y la tercera como rubor coral (Maerz & Paul 1930), rojo coral (Ridgway 1912), color cobre (Plochere 1948) y coral (Taylor et al 1950). Estas muestras también se les puede llamar color coralino (H.A. Dade 1943). El rosa coral es una coloración roja, clara y de saturación moderada, que corresponde al aspecto cromático del coral rosado.
|            | Rojo coral         | Coral               | Coral             | Rosa coral          | Rosa coral       |
| HTML       | #E52D38            | #E4717A             | #CB6D51           | #ED6E73             | #F88379          |
| CMYK       | (0, 95, 80, 0)     | (0, 50, 47, 11)     | (0, 46, 60, 20)   | (0, 70, 45, 0)      | (0, 62, 48, 0)   |
| RGB        | (229, 45, 56)      | (228, 113, 122)     | (203, 109, 81)    | (237, 110, 115)     | (248, 131, 121)  |
| HSV        | (356°, 80 %, 90 %) | (356 °, 50 %, 89 %) | (14°, 60 %, 80 %) | (358 °, 54 %, 93 %) | (5°, 51 %, 97 %) |
| Referencia | [ 4 ]              | ISCC-NBS            | ISCC-NBS          | [ 4 ]               | [ 6 ]            |

### Otras muestras coralinas
El color coral tiene un uso decorativo pero está más extendido en el maquillaje y la moda. Algunos ejemplos del uso del coral en industria textil son:
| Nombre                                     | Muestra | Cod. Hex. | RGB | RGB | RGB | HSV | HSV | HSV  |
| ------------------------------------------ | ------- | --------- | --- | --- | --- | --- | --- | ---- |
| Coral                                      |         | #FF6245   | 255 | 98  | 69  | 9°  | 73% | 100% |
| Coral brillante                            |         | #F67D68   | 246 | 125 | 104 | 9°  | 58% | 96%  |
| Coral chino, rosa salmón, camarón o concha |         | #F88379   | 248 | 131 | 121 | 5°  | 51% | 97%  |
| Arrecife de coral (Pantone)                |         | #FBA481   | 251 | 164 | 129 | 17° | 49% | 98%  |
| Begonia                                    |         | #E66761   | 230 | 103 | 97  | 3°  | 58% | 90%  |

### Colores web
Coral (coral) y LightCoral (coral claro) son dos de los colores web establecidos por protocolos informáticos para su uso en páginas web. En programación es posible invocarlos por su nombre, además de por sus valores hexadecimales. 
|           | Coral              | LightCoral       |
| HTML      | #FF7F50            | #F08080          |
| RGB       | (255, 127, 80)     | (240, 128, 128)  |
| HSV       | (16°, 69 %, 100 %) | (0°, 47 %, 94 %) |
| Protocolo | X11                | X11              |

## Galería

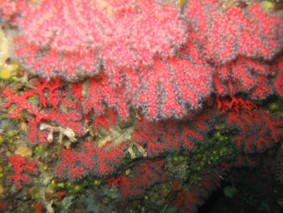
Corales rojos vivos, en la cueva de Amphitrite, en la «costa de coral» de Alguer, Cerdeña
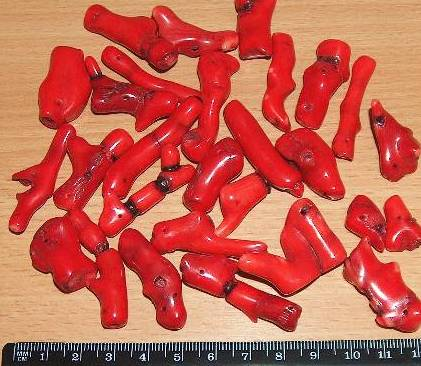
Coral rojo (Corallium rubrum), usado en joyería.
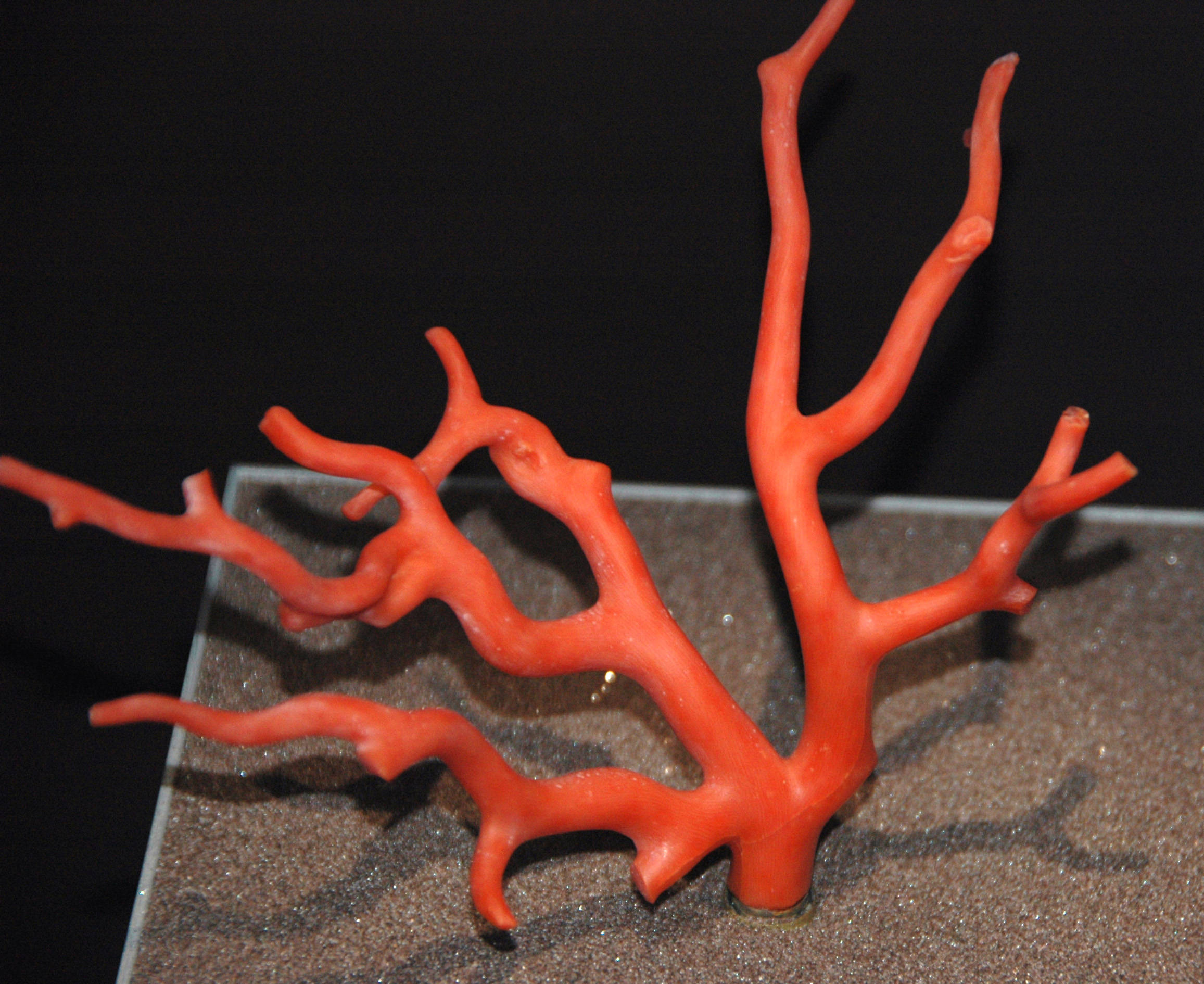
Esqueleto de un coral rojo (Corallium rubrum)
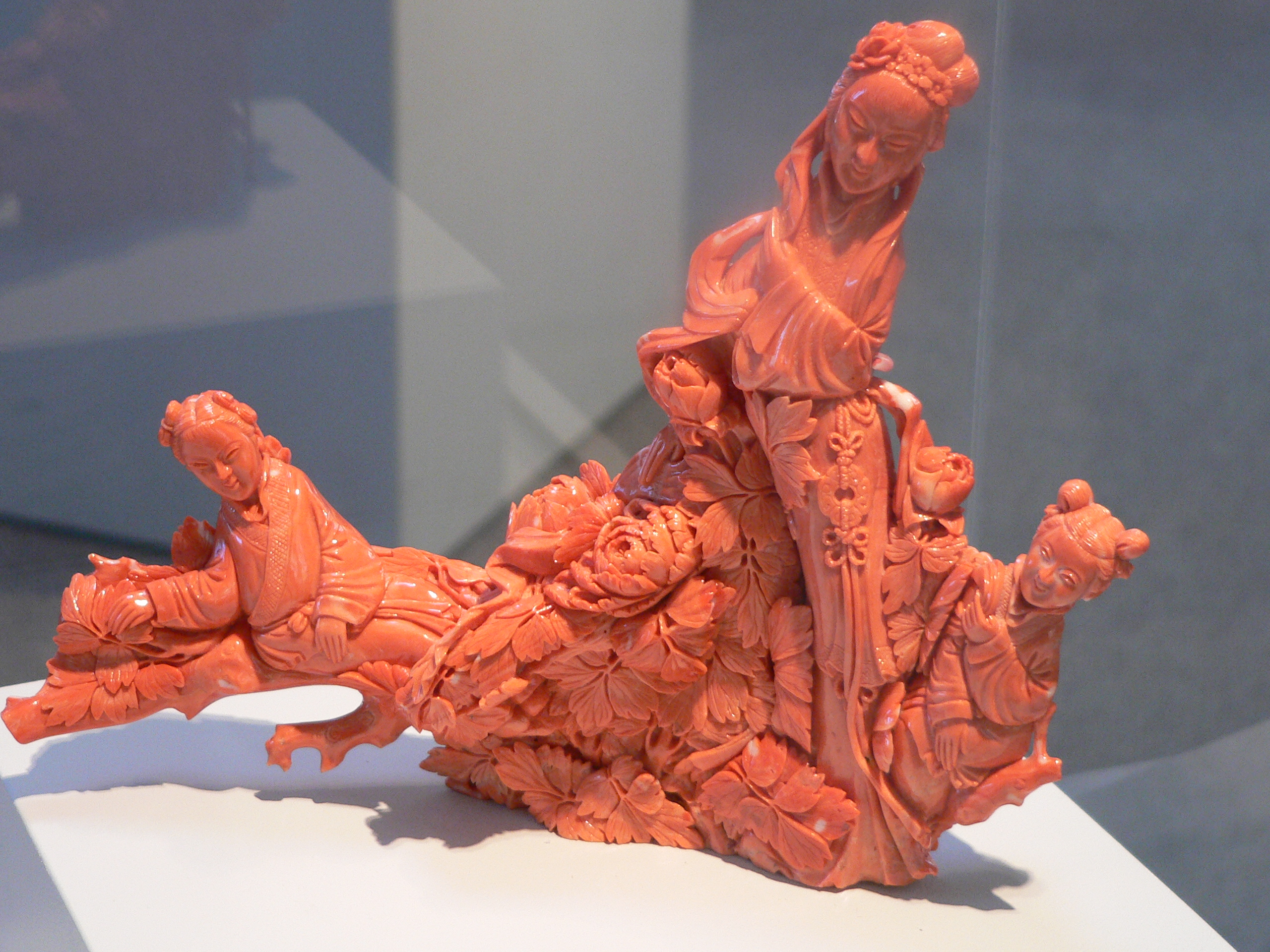
Estatuilla china hecha con una variedad del coral rojo
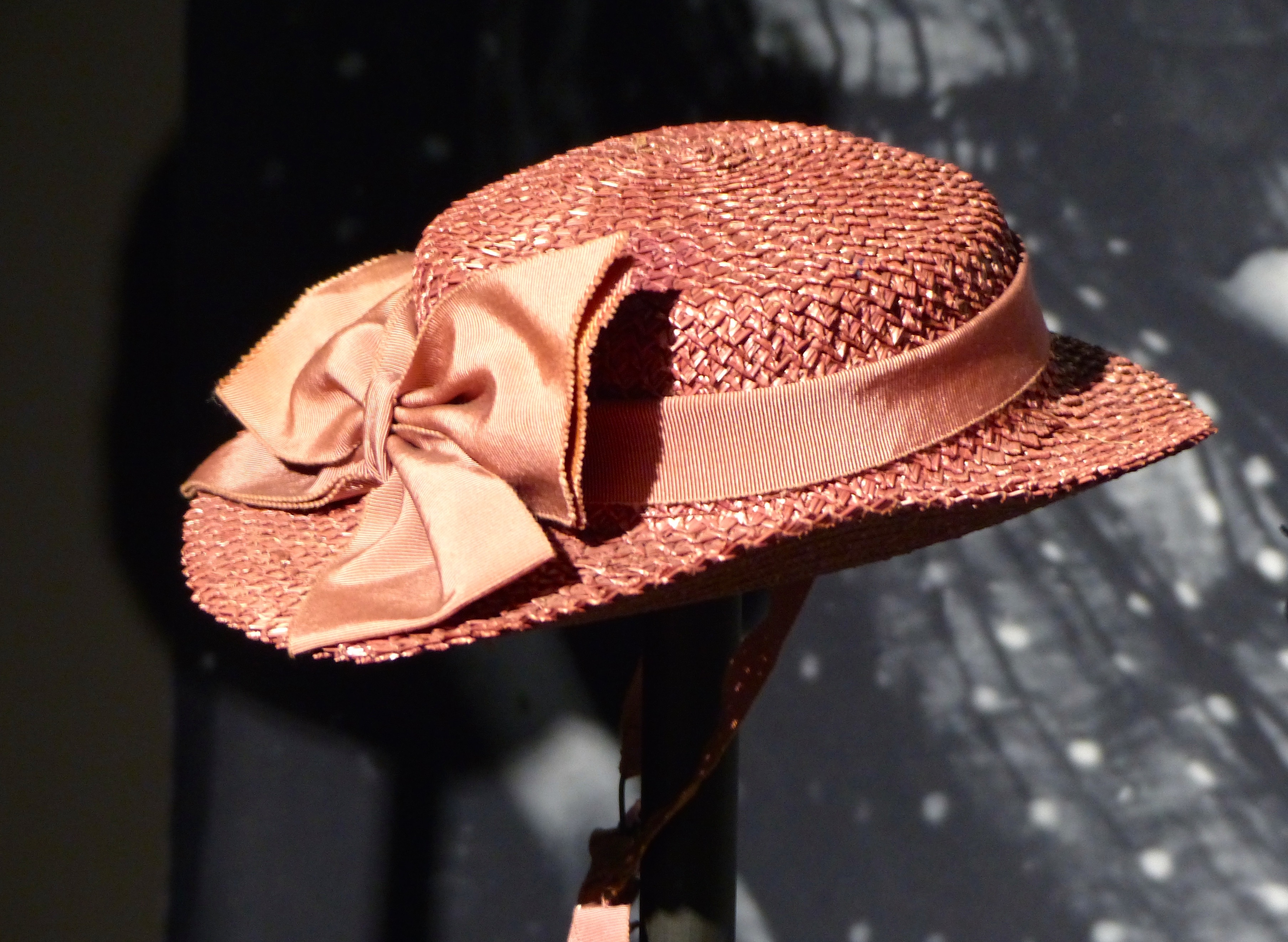
Uso textil del color rosa coral
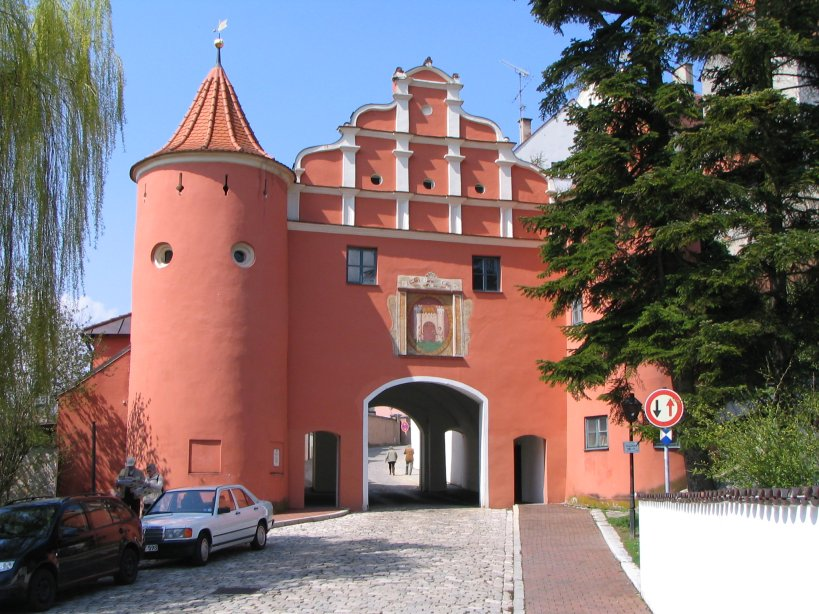
Uso en pintura decorativa
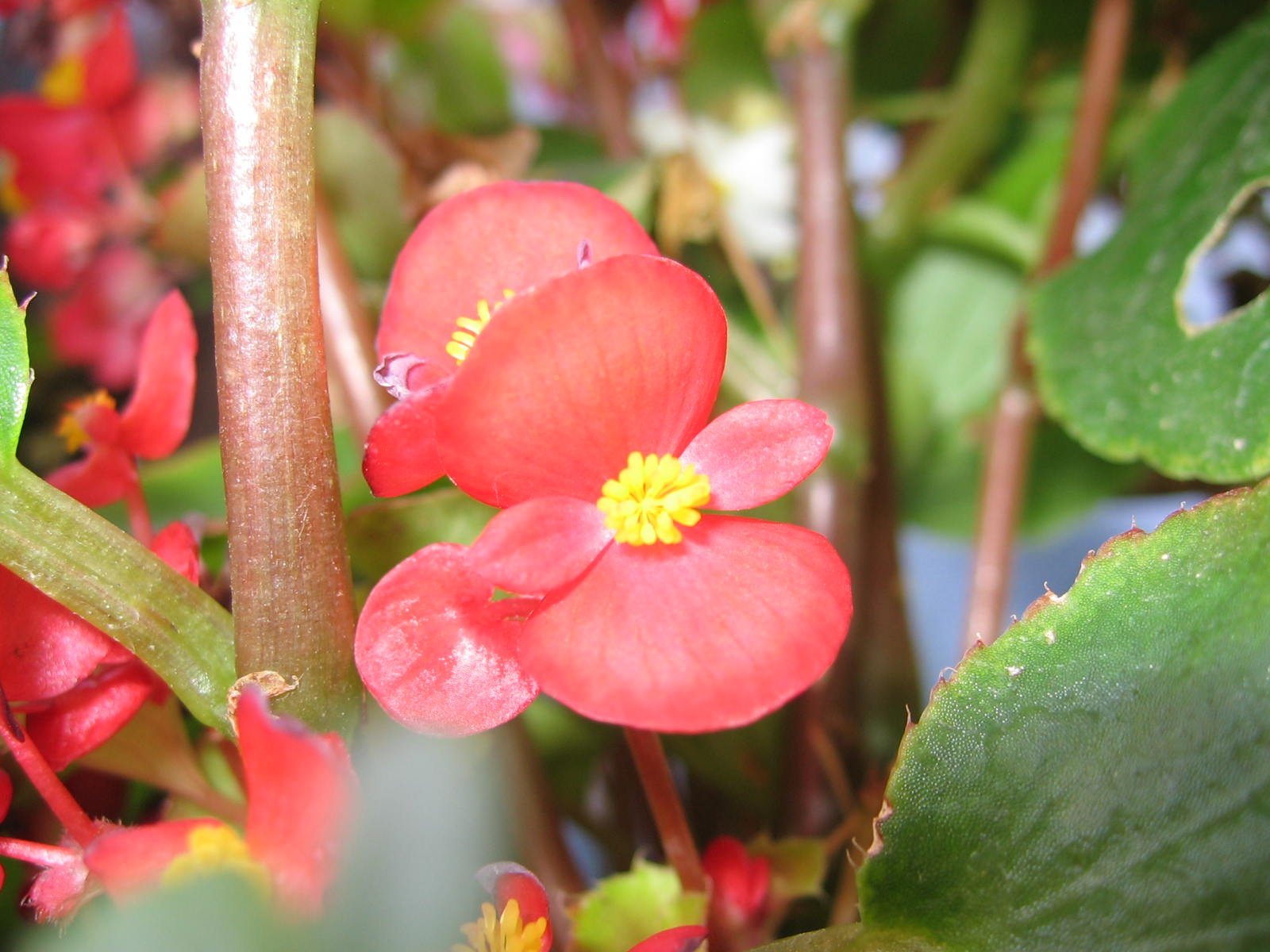
Color begonia de una begonia
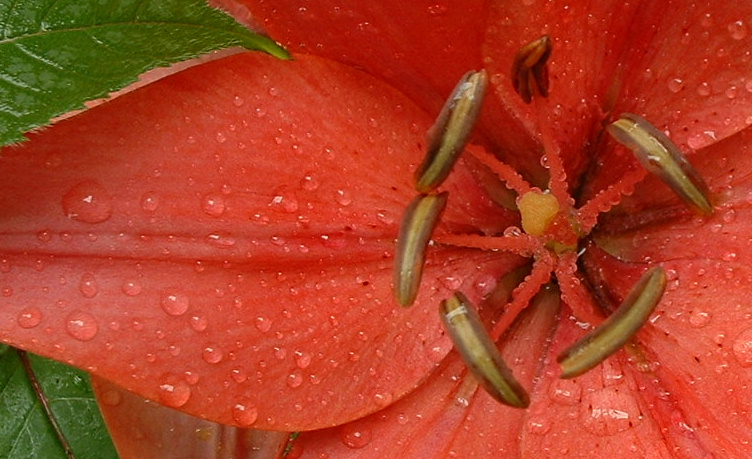
Acercamiento de una flor de Lilium